# 扎加藏布
扎加藏布（藏語：རྩ་སྐྱ་གཙང་པོ），是西藏的一条内流河，发源于安多县境内唐古拉山主峰各拉丹冬岗盖拉西南的冰川末端，向西南流经羌塘高原，注入色林错。全长480千米，是西藏最长的内流河。扎加藏布流域面积1.6675万平方公里，流域平均海拔5000米以上，河水主要靠冰雪融水补给。地处高山草原地带，气候寒冷干旱，野生动植物资源丰富，为纯牧区。

## 周边
青藏铁路穿过唐古拉山口进入西藏境内，沿扎加藏布南行，设有扎加藏布站。